# La Piste de 98
Pour plus de détails, voir Fiche technique et Distribution.
La Piste de 98 (The Trail of '98) est un film américain muet (sonore mais sans dialogue) en noir et blanc réalisé par Clarence Brown, sorti en 1928.

## Synopsis
En 1898, des milliers de personnes convergent vers le port de San Francisco et s'embarquent pour l'Alaska, où de l'or a été découvert l'année précédente. Beaucoup d'appelés, donc, mais peu d'élus réaliseront leur rêve de richesse car les obstacles sont nombreux, à commencer par les éléments naturels.

## Fiche technique
- Titre : La Piste de 98
- Titre original : The Trail of '98
- Scénario : Benjamin Glazer et Waldemar Young ; inter-titres : Joseph Farnham
  - d'après le roman The Trail of '98 de Robert W. Service (1910)
- Décors : Cedric Gibbons et Merryl Pye
- Costumes : Lucia Coulter
- Lieu de tournage : Colorado
- Photographie : John F. Seitz
- Montage : George Hively
- Producteur : Clarence Brown
- Société de production et de distribution: Metro-Goldwyn-Mayer
- Pays de production :  États-Unis
- Langue d'origine : anglais américain
- Format : noir et blanc — 35 mm — 1,20:1 (écran large : "Fantom Screen"[1] — son : mono (Movietone) (Western Electric Sound System) (partition musicale et effets sonores)
- Genre : western, drame, aventure
- Durée : 87 minutes
- Dates de sortie :
  - États-Unis : 20 mars 1928
  - France : 18 avril 1930

## Distribution
- Dolores del Río : Berna
- Ralph Forbes : Larry
- Karl Dane : Lars Petersen
- Harry Carey : Jack Locasto
- Tully Marshall : « Salvation » Jim
- George Cooper : Samuel Foote
- Russell Simpson : le vieux suédois
- Emily Fitzroy : Madame Bulkey
- Tenen Holtz : Monsieur Bulkey
- Doris Lloyd : l'entremetteuse de Locasto
- E. Alyn Warren : l'ingénieur
- Johnny Downs : un adolescent
- Ray Hallor : frère Jim
- Ray Gallagher : frère Joe
- Cesare Gravina : Henry Kelland, le grand-père de Berna)

Acteurs non crédités
- Francis Ford : l'assistant du commissaire aux affaires aurifères
- Roscoe Karns : un passager du navire
- Jacques Tourneur : rôle indéterminé

## Commentaire
Ce western de Clarence Brown, connu surtout pour ses films mélodramatiques où il dirige Greta Garbo (La Chair et le Diable, Anna Karénine...), est avant tout un grand film d'aventures, tourné pour partie en décors naturels, où les scènes spectaculaires ne manquent pas, depuis le départ du navire (avec ses très nombreux figurants) jusqu'à une avalanche dans les montagnes de l'Alaska, en passant par une descente risquée des rapides d'un torrent et les difficultés à survivre dans des conditions hivernales.